# ویلو هند
ویلو هند (انگلیسی: Willow Hand؛ زادهٔ ح. ۱۹ دسامبر ۱۹۹۸) مدل (شخص) اهل ایالات متحده آمریکا است. وی از سال ۲۰۱۵ میلادی تاکنون مشغول فعالیت بوده‌است.